# Mayo (Ierland)
Mayo of Mayo Abbey is een dorp in County Mayo, Ierland. Alhoewel het dorp dezelfde naam heeft als de county, is het niet de hoofdstad, dat is Castlebar. In het Iers heet het dorp Maigh Eo.
Mayo ligt tussen Castlebar en Claremorris in. Het is een klein dorp, met een geschiedenis die teruggaat tot de zevende eeuw. De bisschop van Lindisfarne richtte er een klooster op voor Saksische monniken. Lange tijd was het de belangrijkste plaats in de regio, anno 2005 wonen er echter nog geen 450 mensen in het dorp.